# Цепочкинское сельское поселение
Цепочкинское сельское поселение — муниципальное образование в составе Уржумского района Кировской области России, существовавшее в 2006 - 2012 годах.
Центр — село Цепочкино.

## История
Цепочкинское сельское поселение образовано 1 января 2006 года согласно Закону Кировской области от 07.12.2004 № 284-ЗО.
28 апреля 2012 года в соответствии с Законом Кировской области № 141-ЗО поселение включено в состав Уржумского сельского поселения.

## Состав
В поселение входили 7 населённых мест:
- село Цепочкино
- деревня Антонково
- деревня Дюково
- посёлок Заречный
- деревня Кабановщина
- деревня Котелки
- деревня Теребиловка